# Ruta 7 (Bolivien)
Die Ruta 7 ist eine Nationalstraße im südamerikanischen Andenstaat Bolivien.

## Streckenführung
Die Straße hat eine Länge von 488 Kilometern und verbindet in Nordwest-Südost-Richtung die beiden Metropolen Cochabamba und Santa Cruz miteinander. Sie beginnt im Tal von Cochabamba auf etwa 2500 m Höhe, begleitet die östliche Anden-Kette der Cordillera Central und endet schließlich in etwa 450 m Höhe in Santa Cruz zwischen den Flusstälern des Río Piraí und des Río Grande. Auf ihrem Weg durchquert die Straße nur die beiden Departamentos Cochabamba und Santa Cruz.
Die gesamte Strecke der Ruta 7 ist asphaltiert.

## Geschichte
Die Ruta 7 ist mit Dekret 25.134 vom 31. August 1998 zum Bestandteil des bolivianischen Nationalstraßennetzes „Red Vial Fundamental“ erklärt worden.

## Streckenabschnitte

### Departamento Cochabamba
- km 000: Cochabamba – 2548 m – 625.429 Einwohner (2010)
- km 017: Angostura – 2.699 m – 475 Einwohner
- km 033: Tolata – 2.711 m – 2.953 Einwohner
- km 044: Paracaya – 2.721 m – 990 Einwohner
- km 084: Vacas – 3.469 m – 870 Einwohner
- km 110: Pocona – 2.721 m – 244 Einwohner
- km 129: Epizana – 2.870 m – 437 Einwohner
- km 163: Totora – 2.800 m – 2.137 Einwohner
- km 202: Pojo – 1.982 m – 945 Einwohner

### Departamento Santa Cruz
- km 261: Comarapa – 1.825 m – 5.793 Einwohner
- km 279: San Isidro – 1.577 m – 2.088 Einwohner
- km 282: La Palizada – 1568 m – 382 Einwohner
- km 314: Mataral – 1.387 m – 939 Einwohner
- km 327: Pampa Grande – 1.291 m – 1.084 Einwohner
- km 366: Mairana – 1.330 m – 4.774 Einwohner
- km 382: Samaipata – 1.646 m – 3.478 Einwohner
- km 445: La Angostura – 640 m – 2.052 Einwohner
- km 481: La Guardia – 499 m – 12.913 Einwohner
- km 488: El Carmen – 449 m – 19.382 Einwohner (Kreuzung mit der Ruta 9)
- km 500: (Santa Cruz) – 437 m – 1.685.884 Einwohner